# Karl Sieger
Karl Sieger (geboren am 27. August 1883 in Zülpich; gestorben am 23. Juni 1961 in Gladbach) war ein preußischer Verwaltungsbeamter und Landrat in Bergheim, sowie vertretungsweise in Heinsberg und Düren.

## Leben
Karl Sieger war der Sohn des Kaufmannes und Spirituosenfabrikanten Heinrich Sieger und der Victoria Henriette Maria Hubertina Christina geb. Boisserée. Nach dem Besuch des Gymnasiums in Bonn, das er Ostern 1903 mit Ablegung der Reifeprüfung verließ, studierte er unter anderem an den Universitäten in Freiburg, (Sommersemester 1903 bis Wintersemester 1904/05) und Bonn (Immatrikulation 3. Mai 1906) Rechtswissenschaften.:746 1904 wurde er Corpsschleifenträger der Hasso-Borussia Freiburg.
Mit Beendigung seiner Studien trat Sieger zum 31. Juli 1906 als Gerichtsreferendar in den preußischen Verwaltungsdienst ein. Seine Ernennung zum Regierungsassessor folgte im Februar 1912. Im Anschluss fand er Verwendung als Hilfsarbeiter auf den Landratsämtern Ostprignitz und ab Februar 1919 des Landkreises Aachen. Nach seiner Ernennung zum Regierungsrat (27. Februar 1919) wurde Karl Sieger vertretungsweise die Verwaltung des Landratsamtes Heinsberg (Mai 1919) und in gleicher Weise des Kreises Düren (Juli 1919) übertragen. Im Oktober 1919 übernahm Sieger dann, zunächst kommissarisch, die Leitung des Kreises Bergheim (Erft), bevor ihm diese zum 16. Juli 1920 definitiv übertragen wurde. Nach der Machtübernahme durch die Nationalsozialisten trat er am 18. April 1933, mit Wirkung zum 1. Oktober 1933, in den Ruhestand.

## Familie
Der Katholik Karl Sieger heiratete am 20. Oktober 1919 in Kelz Else Bessenich († 1942), die Tochter des Landwirts und Rittergutsbesitzers Karl Bessenich und der Josefine geb. Bollig.